# Idiotipo
In immunologia, un idiotipo (dal greco ἴδιος /'idios/, «proprio») è la particolare configurazione spaziale che le regioni variabili di un anticorpo (o del TCR), con le loro anse CDR (complementarity determining region) assumono dopo la ricombinazione V(D)J attuata dal linfocita B (o del linfocita T) che lo esprime; determina la specificità di legame dell'anticorpo.
Anticorpi con lo stesso idiotipo possono dunque legarsi in modo specifico, ad alta affinità, al medesimo epitopo antigenico complementare.
Il termine "idiotipo" è usato fondamentalmente nell'espressione "anticorpi anti-idiotipo", quali sono quelli della teoria del network idiotipico di Niels Jerne.